# Fontenay-de-Bossery
Fontenay-de-Bossery é uma comuna francesa na região administrativa de Grande Leste, no departamento de Aube. Estende-se por uma área de 8,4 km². Em 2010 a comuna tinha 72 habitantes (densidade: 8,6 hab./km²).